# Hispodonta feliciae
Hispodonta feliciae là một loài bọ cánh cứng trong họ Chrysomelidae. Loài này được Samuelson miêu tả khoa học năm 1988.